# Leming (osoba)
Leming – ironiczne określenie osób głosujących na liberalną partię lewicową (rzadziej na partie prawicowe), rozwijających się zawodowo i nieinteresujących się problemami związanymi z przyszłością kraju. Nazwa „lemingi” pochodzi od gryzoni, które rzekomo popełniają masowo samobójstwa.

## Historia
Według Moniki Biesady słowa „leming” w nowym znaczeniu po raz pierwszy użyto pod koniec 2007 roku, zaś Jakub Korus wskazuje (za Mariuszem Janickim i Wiesławem Władyką), że słowo pojawiło się najpewniej około 2008 roku. Nowe znaczenie słowa „leming” określało osoby mające wyższe, ale powierzchowne wykształcenie, młody wiek oraz wolące konsumpcyjny styl życia. Nowe znaczenie (już zapisywane małą literą i bez cudzysłowu) ustabilizowało się wśród prawicowych blogerów w połowie 2008 roku. Na przełomie 2010 i 2011 roku słowo to zaczęło pojawiać się wśród publicystów niezwiązanych z prawicą. W 2012 roku wyraz ten zaczął trafiać do tekstów dziennikarskich. Jednym z pierwszych takich publikacji był list czytelnika pt. Lemingi łykną wszystko opublikowany pod koniec czerwca 2012 roku w „Gazecie Polskiej Codziennie”.
W 2012 roku powstała nowa definicja leminga, jako osoby pracującej w międzynarodowej korporacji oraz pochodzącej z małego miasta lub wsi. W wyniku zmiany definicji osoby określane tą nazwą zaczęły same tak się nazywać. Wpływ na nazywanie pracowników korporacji lemingami mogła mieć gra komputerowa Lemmings, w której gracz miał za zadanie przeprowadzić grupy zantropomorfizowanych gryzoni do wyjścia z labiryntu.
W zorganizowanym w 2012 przez Instytut Języka Polskiego Uniwersytetu Warszawskiego oraz Fundację Języka Polskiego plebiscycie na słowo roku „leming” zajął drugie miejsce (ex equo ze słowami „kryzys”, „ministra”, „trotyl” i „zamach”).
Lemingi bywają łączone z Miasteczkiem Wilanów, czasem nazywanym Lemingradem.

## Alfabet leminga
9 lipca 2012 na łamach tygodnika „Uważam Rze” ukazał się artykuł Alfabet leminga (napisany przez Roberta Mazurka przy współpracy z Łukaszem Mężykiem i Dariuszem Wieromiejczykiem), który wyśmiał zwyczaje lemingów. Artykuł był tematem przewodnim numeru, któremu poświęcono także okładkę. Na okładce, opatrzonej tytułem Lemingi nad Wisłą przedstawiono dwie postacie (przypominające Barbie i Kena), siedzące w białym samochodzie z kubkiem kawy ze Starbucksa i ze smartfonem. Artykuł Mazurka spopularyzował nowe znaczenie słowa „leming”.
Według Roberta Mazurka osoby nazywane lemingami żyły bezimiennie w Polsce od lat 90. Osoby te negatywnie odnosiły się do wybranych polityków (np. do Stefana Niesiołowskiego i Lecha Wałęsy) i grup społecznych (głównie do „moherowych beretów”), przy czym zawsze krytykowały Jarosława Kaczyńskiego. Atrybutami lemingów miały być: Toyota Auris, wino Chianti i kawa espresso.
Po opublikowaniu Alfabetu leminga dziennikarz Rafał Kalukin napisał na łamach tygodnika „Newsweek Polska” Alfabet dziobaka, będący odpowiedzią na artykuł Mazurka. Redaktor naczelny tygodnika „Wprost” Michał Kobosko stwierdził, że publikacje poświęcone lemingom są pogardliwe wobec osób mających inne poglądy.
Według Tomasza Lisa i Pawła Wrońskiego leming to młoda, wykształcona, zaradna i ambitna osoba mieszkająca w dużym mieście. Taki człowiek nie interesuje się zbytnio polityką, skupiając się przede wszystkim na ciężkiej pracy i zagwarantowaniu swoim dzieciom jak najlepszej przyszłości. Tomasz Lis zwrócił uwagę na to, że leming niekoniecznie jest wyborcą Platformy Obywatelskiej. Według niego do zwycięstwa Platformy Obywatelskiej w wyborach parlamentarnych w 2007 przyczyniły się osoby nazywane lemingami, które zniechęciły się wcześniejszymi rządami Prawa i Sprawiedliwości. Zdaniem Leszka Jażdżewskiego lemingi nie lubią być ograniczane i nie akceptują narzucania im czegoś. Dziennikarz Łukasz Warzecha lemingiem nazwał osobę, która nie potrafi samodzielnie myśleć bez pomocy „Gazety Wyborczej”.
W 2012 politolog Rafał Chwedoruk stwierdził, że lemingi wynajęły sobie Platformę Obywatelską do reprezentowania swojej postawy i swoich interesów. 
Według Norberta Maliszewskiego stereotypowe określenia wyborców Platformy Obywatelskiej („lemingi”) oraz Prawa i Sprawiedliwości („moherowe berety”) stały się nieaktualne po wyborach parlamentarnych w 2015, kiedy to młodzi wyborcy w przedziale wiekowym 18–25 lat oddali więcej głosów na Prawo i Sprawiedliwość, podczas gdy głosy osób w przedziale wiekowym 40–59 lat równomiernie rozłożyły się między oba ugrupowania.